# فارنکروگ
فارنکروگ (به آلمانی: Fahrenkrug) یک شهر در آلمان است که در زگه‌برگ واقع شده‌است. فارنکروگ ۱٬۵۸۳ نفر جمعیت دارد.